# Innoshima
Innoshima (因島市) é uma cidade japonesa localizada na província de Hiroshima.
Em 2003, a cidade tinha uma população estimada em 27 465 habitantes e uma densidade populacional de 690,77 h/km². Tem uma área total de 39,76 km².
Recebeu o estatuto de cidade a 1 de Maio de 1953.